# Управління ринком
Управління ринком — процес впливу на ринок шляхом контролю, аналізу ринкових ситуацій та ін.

## Поняття ринку
Ринок є складним і багатогранним. Ринок це найбільш поширена категорія в економічній теорії.
Ринок є формою організації та функціонування економічних зв'язків суб'єктів господарювання на принципах вільної купівлі-продажу, а також суспільною формою функціонування економіки, яка забезпечує взаємодію виробництва і споживання через обмін із прямими і зворотними зв'язками.

## Типи ринку
На основі аналізу можна виділити декілька типів ринку :
- нерозвинений
- вільний
- регульований
- деформований

Нерозвинений ринок характеризується випадковістю ринкових відносин, товарним (бартерним) характером обміну.
Вільний (класичний) ринок — це безліч суб'єктів господарювання на ґрунті економічної (досконалої) конкуренції, свобода у виборі виду господарської діяльності, необмежена свобода руху виробничих ресурсів, мобільність, принципи раціональності господарювання, стандартизований продукт, відсутність суб'єктивного впливу на ціноутворення, стихійне встановлення цін у процесі вільної (досконалої) конкуренції, відсутність монополії й державного регулювання).
Регульований (цивілізований) ринок — результат еволюції ринкової економіки. Регулювання здійснюється двома способами: — через співвідношення попиту і пропозиції (механізм ціноутворення, саморегулювання ринку); — через втручання в економічні процеси держави (податки, державне замовлення, соціальна допомога, інвестиції тощо).
Надмірне втручання держави в ринкові процеси призводить до деформації ринку. Найважливіший чинник деформації ринку —  монополія , економічна чи державна.